# Nominalia dei khan bulgari

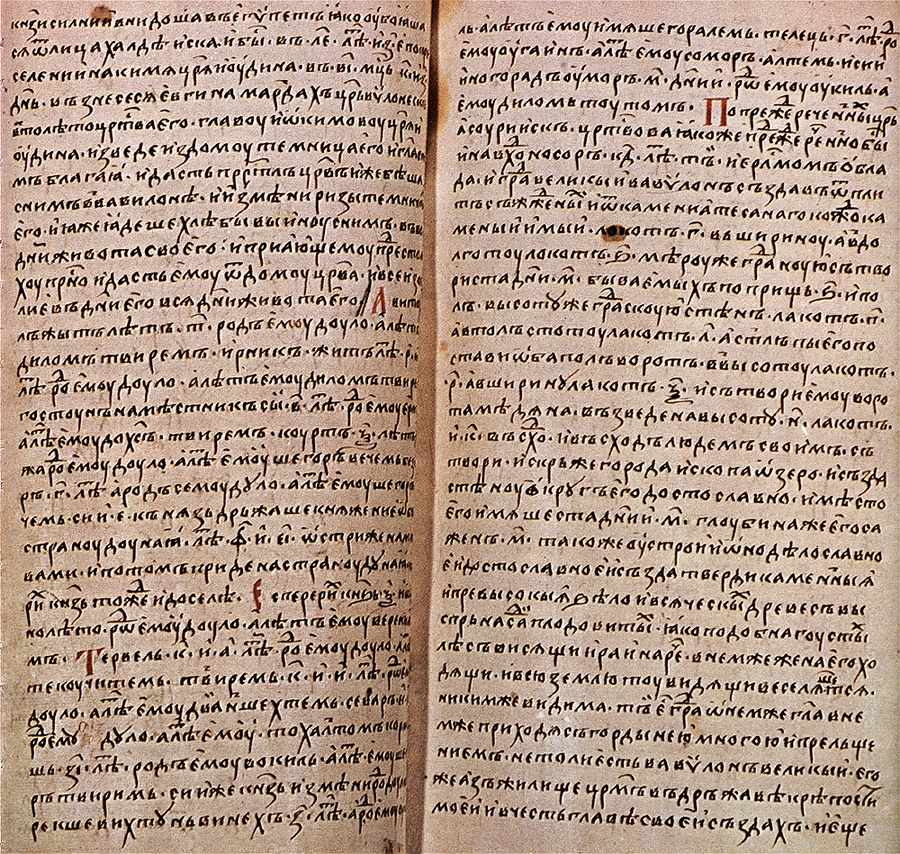
Trascrizione moscovita

Il Nominalia dei khan bulgari (in bulgaro: Именник на българските ханове) è un breve manoscritto medievale che si ritiene contenere i nomi dei primi sovrani proto-bulgari, i loro clan di appartenenza, l'anno della loro ascesa al trono secondo il calendario ciclico proto-bulgaro e la durata dei rispettivi regni. Il testo, tuttavia, non esplicita che si tratti di un elenco dei sovrani della Bulgaria.
Il manoscritto è noto attraverso copie tradotte nel XV e XVI secolo nella redazione russa dell'antica lingua slava ecclesiastica. Si suppone che l'originale, oggi perduto, sia stato redatto nel IX secolo in greco e che includesse alcuni elementi in lingua proto-bulgara.

## Descrizione
Il Nominalia dei khan bulgari fu scoperto nel 1861 dallo studioso russo Alexander Popov durante le sue ricerche sulle cronache russe, e pubblicato nel 1866 nella sua opera "Obzor khronografov russkoi redaksiji" (in russo: „Обзор хронографов русской редакции“). Ad oggi sono note tre copie russe del manoscritto: la più antica, attribuita a Uvarov, risale alla fine del XV secolo; le altre due, rispettivamente legate a Pogodinov e alla cosiddetta trascrizione moscovita, risalgono al XVI secolo. Tra esse si rilevano alcune variazioni nella trascrizione dei nomi dei sovrani. 
Il testo del Nominalia è inserito all'interno del Cronista ellenico e romano (in russo: Летописец Еллинский и Римский), considerato il più importante monumento cronografico della tradizione compilativa russa antica. Il manoscritto si colloca tra la prima parte - il Quarto Libro dei Re - e la terza - la Cronaca di Giorgio Amartolo - senza apparente separazione. Le versioni che ci sono pervenute sono traduzioni russe realizzate nella lingua slava ecclesiastica. 
Benché oggi sia comunemente definito Nominalia, nelle trascrizioni russe del XV e XVI secolo non compare il titolo centroasiatico di khan: per i sovrani proto-bulgari viene adottato invece il termine slavo "knjaz", con cui sono designati Asparukh (fondatore del Primo Impero bulgaro) e i suoi cinque predecessori. 
Si presume che il ocumento originario, oggi perduto, fosse redatto in linua greca, con l'aggiunta dei nomi degli anni scritti in lingua proto-bulgara ma utilizzando lettere greche. Il calendario proto-bulgaro sarebbe stato basato sui cicli lunari cinesi di 12 anni, ciascuno contraddistinto dal nome di un animale (ad es. šegor ("bue"), dilom ("serpente"),  ecc.) 
Non è noto se il testo conservato rifletta integralmente l'originale e se ne esistano porzioni perdute, né quante versioni siano state soggette a traduzioni nel tempo. Gli studiosi concordano sul fatto che il testo giunto fino a noi siai una copia di un antico documento bulgaro risalente al IX - X secolo. Le ipotesi sull’originale variano: la maggior parte degli studiosi ritiene che si trattasse di una traduzione bulgara di un testo greco composto nell’VIII secolo, mentre altri sostengono che il documento sia stato redatto direttamente in bulgaro antico nel X secolo. Una teoria diffusa tra gli studiosi favorevoli all’origine greca del Nominalia suggerisce che il testo fosse inciso su pietra e diviso in due sezioni: la prima terminerebbe con l’enumerazione dei cinque sovrani (knjaz) dalla testa rasata; la seconda coprirebbe il periodo compreso tra il 680 e il 767. La trascrizione bulgara del X secolo sarebbe stata redatta basandosi su questa antica iscrizione lapidea.

## La trascrizione di Uvarov

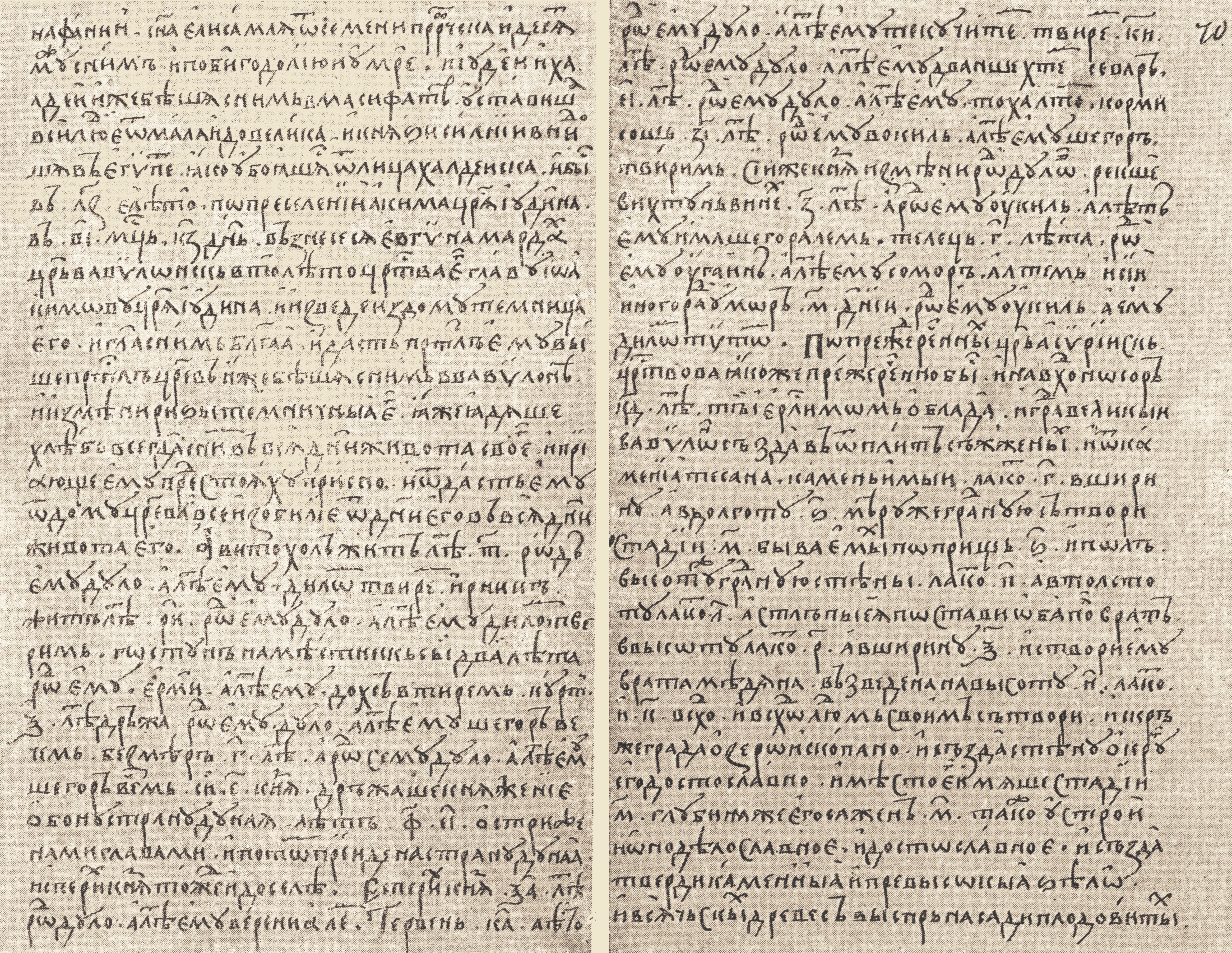
La trascrizione di Uvarov.

Авитохолъ житъ лѣт. ҃т. рѡд ему Дуло. а лѣт ему дилѡмъ твирем. Ирникъ. житъ лѣт. ҃ри. рѡд ему Дуло. а лѣт ему дилом тверимь. Гостунъ наместникь сьï два лѣта. рѡд ему. Ерми. а лѣт ему дохсъ. втиремь. Курт: ҃ѯ лѣт дръжа. рѡд ему Дуло. а лѣт ему шегоръ вечемь. Безмеръ ҃г. лѣт. а рѡд сему Дуло. а лѣт ему шегоръ вемь. сii ҃е кнѧз. дръжаше кнѧженïе обону страну Дунаѧ. лѣтъ. ҃ф.҃еі. остриженами главами. И потѡм пріиде на страну Дунаѧ. Исперих кнѧз тожде и доселѣ. Есперих кнѧз. ҃ѯа лѣт. рѡд Дуло. а лѣт ему верени алем. Тервен. ҃ка. лѣто. рѡд ему Дуло. а лѣт ему текучитем. твирем. ҃ки. лѣт. рѡд ему Дуло. а рѡд ему дваншехтем. Севаръ. ҃еі. лѣт. рѡд ему Дуло. а лѣт ему тохалтом. Кормисошь. ҃зі. лѣт. рѡд ему Вокиль. а лѣт ему шегоръ твиремь. Сïи же княз измѣни рѡд Дулов. рекше Вихтунь. Винех. ҃з. лѣт. а рѡд ему Ѹкиль. а лѣтъ ему имаше Горалемь. Телець. ҃г. лѣта. рѡд Ѹгаинь. а лѣт ему соморъ. алтемь. И сïй иного рад. Ѹморъ. ҃м. днïи. рѡд ему Ѹкиль а ему дилѡм тоутѡм.

### Traduzione
- Avitohol visse 300 anni. Il suo clan [fu] Dulo e il suo anno [di ascesa al trono] dilom tvirem.
- Irnik visse 150 anni. Il suo clan [fu] Dulo e il suo anno dilom tvirem.
- Gostun, essendo vicario, 2 anni. Il suo clan [fu] Ermi e il suo anno dokhs tvirem.
- Kurt tenne per 60 anni. Il suo clan [fu] Dulo e il suo anno shegor vechem.
- Bezmer 3 anni. Il clan di questi [fu] Dulo, e il suo anno shegor vem (vechem).

Questi cinque principi governarono il regno sull'altro lato del Danubio per un periodo di 515 anni, con le teste rasate. In seguito, su questo lato del Danubio arrivò il knjaz Isperih. Lo stesso fino ad ora.
- Isperich knjaz 61 anni. Il suo clan [fu] Dulo e il suo anno vereni alem.
- Tervel 21 anni. Il suo clan [fu] Dulo e il suo anno teku chitem
- .....................................  tvirem.
- (sovrano sconosciuto, probabilmente Kormesij) 28 anni. Il suo clan [fu] Dulo e il suo anno dvan shehtem.

(In alcune letture è inserito un ulteriore sovrano in questo punto.)
- Sevar 15 anni. Il suo clan [fu] Dulo e il suo anno toh altom.
- Kormisosh 17 anni. Il suo clan [fu]  Vokil e il suo anno shegor tvirem. Questo knjaz fece cambiare il clan Dulo, cioè Vikhtum.
- Vinekh 7 anni. Il suo clan Ukil [Vokil] e il suo anno imen shegor altem.
- Telets 3 anni. Il suo clan Ugain e il suo anno somor altem. E questi per un altro.
- Umor 40 giorni. Il suo clan Ukil [Vokil] e il suo anno dilom tutom.

Ogni sovrano è accompagnato dall’indicazione dell’anno di ascesa al trono secondo il calendario ciclico proto-bulgaro. Nel Nominalia mancano i nomi dei khan Kormesij, Sabin, Toktu e Pagan. 
Secondo lo storico britannico Stephen Runciman, la parte del testo che segue Dulo sarebbe da leggere come Vrekshevi Khtun, e la sua rappresentazione come Vikhtum potrebbe risultare inaccurata. Lo storico statunitense di origine ucraina Omeljan Pritsak propone invece che il Vikhtun si riferisca al Chanyu Maodun, fondatore della confederazione degli Xiongnu.

## Problemi dell'interpretazione delNominalia
Il testo in corsivo riportato nel Nominalia dei khan bulgari è scritto in lingua proto-bulgara e rappresenta l'anno e il mese di ascesa al trono di ciascun sovrano secondo il Calendario ciclico utilizzato dai Proto-bulgari. Sebbene la traduzione rimanga incerta, gli studiosi concordano sul fatto che questo sistema si basi su un ciclo temporale di 12 anni, simile al calendario cinese - modello adottato anche da varie popolazione turche e dai mongoli. Ogni anno del ciclo è identificato dal nome di un animale, mentre la seconda parola nelle date indica probabilmente il numero ordinale del mese.
Esistono interpretazioni ampiamente divergenti del Nominalia, soprattuto riguardo alle date proto-bulgare. Tali differenze sono dovute alla difficoltà nel riconoscere i confini tra le singole parole, ma soprattutto al dibattito sulla classificazione linguistica della lingua proto-bulgara. Secondo la teoria tradizionale infatti, la lingua proto-bulgara sarebbe una lingua turca. Secondo la teoria recente invece, proposta dallo storico bulgaro Petâr Dobrev, si tratterebbe di una lingua iraniana, più precisamente di una lingua del Pamir.
L'interpretazione "turca", insieme all'interpretazione del "calendario ciclico", fu inizialmente proposta dal linguista  finlandese Jooseppi Julius Mikkola nel 1913. Successivamente essa venne elaborata nel corso del 20° secolo da studiosi come Géza Fehér, Omeljan Pritsak e Mosko Moskov. Questi studiosi associarono i nomi degli anni agli animali secondo il calendario turco-mongolo, adattandoli alla fonetica bulgara.
L'interpretazione "iranica" di Petâr Dobrev, del 1994, cambia invece i numeri dei mesi e conserva la maggior parte delle traduzioni precedenti dei nomi degli anni (tranne una), sostenendo che i nomi turchi degli animali fanno capire  come le popolazioni turche avevano preso in prestito queste parole dai Proto-bulgari. La sua analisi è accompagnata da verifiche matematiche che escluderebbero incongruenze nei calcoli temporali, contrariamente a quanto ritenuto da Moskov, che sostiene l’esistenza di arrotondamenti errati nei conteggi di alcuni regni, come alcuni anni e 15 mesi arrotondati per difetto a alcuni anni.
La tabella seguente mostra tre interpretazioni: la prima, quella turca "classica" di Zlatarski (1918, strettamente fedele a Mikkola); una delle più recenti versioni "turche" di Moskov (1988) e quella "iraniana" di Dobrev (1994).
| data              | Teoria turca di Vasil Zlatarski | Teoria turca di Mosko Moskov | Ipotesi iraniana di Petâr Dobrev |
| ----------------- | ------------------------------- | ---------------------------- | -------------------------------- |
| dilom tvirem      | Serpente, il 9°                 | Serpente, il 9°              | Serpente, il 4°                  |
| dokhs tvirem      | Cinghiale, il 9°                | Cinghiale, il 9°             | Cinghiale, il 4°                 |
| shegor vechem     | Bue, il 3°                      | Bue, il 3°                   | bue, il 5°                       |
| vereni alem       | Lupo, il 1°                     | Drago, anno bisestile        | Drago, il 1°                     |
| tekuchitem tvirem | Cane, il 9°                     | Ariete, il 9°                | Cavallo, il 4°                   |
| toh altom         | Gallina, il 6°                  | Gallina, il 6°               | Gallina, il 12°                  |
| shegor tvirem     | Bue, il 9°                      | Bue, il 9°                   | Bue, il 4°                       |
| (imen)shegor alem | Cavallo, il 1°                  | Cavallo, bisestile           | Bue, il 1°                       |
| somor altem       | Topo, il 6°                     | Topo, il 6°                  | Topo, il 12°                     |
| dilom tutom       | Serpente, il 4°                 | Serpente, il 4°              | Serpente, il 2°                  |